# Meresankh I
Đối với những người có cùng tên gọi, xem Meresankh.
Meresankh I là một vương hậu sống vào cuối thời kỳ Vương triều thứ 3 và đầu thời kỳ Vương triều thứ 4 trong lịch sử Ai Cập cổ đại. Bà là mẹ đẻ của pharaon Sneferu.

## Chứng thực
Tên của Meresankh I và vua Sneferu cùng xuất hiện trên phiến đá Palermo, thuộc một phần tấm bia Biên niên sử ghi lại danh sách các vua từ Vương triều thứ Nhất đến Vương triều thứ 5. Ngoài ra, tên của hai mẹ con cũng xuất hiện trên một phù điêu tại kim tự tháp Meidum. Phù điêu này đánh dấu sự trị vì của pharaon Tuthmosis III thuộc Vương triều thứ 18, trên đó có một đoạn văn tự viết cho linh hồn ka của Meresankh và Sneferu.
Meresankh I chỉ được gọi là "Mẹ của Vua" nhưng lại không kèm theo danh hiệu "Vợ của Vua". Vì thế bà có thể là một người vợ thứ của pharaon Huni, người được cho là cha (dượng) của Sneferu, mặc dù điều này không chắc.